# چشم‌فلجی

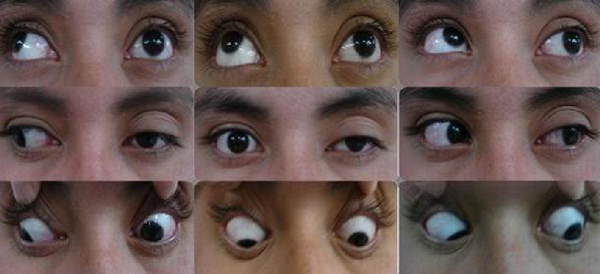
چشم فلجی

به فلج خفیف یا کامل یک یا چند ماهیچه چشم، چشم‌فلجی (انگلیسی: Ophthalmoparesis یا ophthalmoplegia) می‌گویند.

## انواع چشم‌فلجی
- چشم‌فلجی بخشی: فلج یک یا دو ماهیچهٔ چشم را چشم‌فلجی بخشی می‌گویند.
- چشم‌فلجی بیرونی: فلج ماهیچه‌های بیرونی چشم. ماهیچه‌های برون‌چشمی مسئولیت حرکت چشم را برعهده دارند.
- چشم‌فلجی درونی: فلج عنبیه و جسم مژگانی
- چشم‌فلجی کلی: نوعی چشم‌فلجی که هم در ماهیچه‌های بیرونی و هم در ماهیچه‌های درونی چشم رخ می‌دهد
- چشم‌فلجی هسته‌ای: نوعی چشم‌فلجی ناشی از آسیب به هسته‌های حرکتی چشم در مغز

فلج ماهیچهٔ یک پلک، یا هر دو پلک یک چشم، پلک‌فلجی (blepharoplegia) نام دارد.